# (4501) Эврипил
(4501) Эврипил (лат. Eurypylos, др.-греч. Εὐρύπυλος) — типичный троянский астероид Юпитера, движущийся в точке Лагранжа L4, в 60° впереди планеты. Астероид был открыт 4 февраля 1989 года бельгийским астрономом Эриком Эльстом в обсерватории Ла-Силья и назван в честь Еврипила, одного из героев Троянской войны.

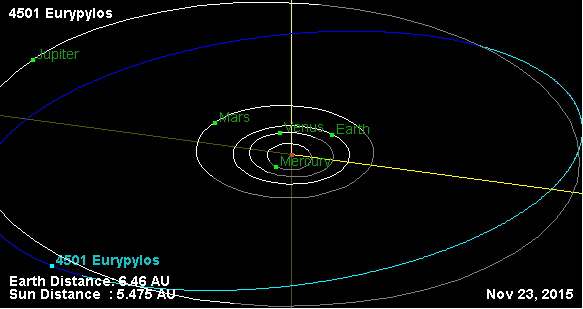
Орбита астероида Эврипил и его положение в Солнечной системе